# Ту-124
Ту-124 (по кодификации НАТО: Cookpot — «Кастрюля») — советский пассажирский самолёт 2-го класса, для авиалиний малой протяжённости, вмещающий до 56 пассажиров. Первый в мире крупносерийный пассажирский самолёт с турбореактивными двухконтурными двигателями.
Проект Ту-124 разрабатывался как уменьшенный Ту-104. Они схожи внешне, но различаются исполнением некоторых агрегатов. Ту-124 — переходный от первого поколения пассажирских авиалайнеров ко второму. Один из первых пассажирских самолётов (после Douglas DC-8-40 с двигателем RR Conway и Boeing 707-120B c PW JT3D), на котором установлены экономичные двухконтурные турбореактивные двигатели Д-20П, созданные ОКБ-19. Предполагалось, что Ту-124 займёт линии, связывающие Москву с крупными городами с продолжительностью полёта до 1 часа взамен устаревшим Ил-14 и Ли-2. В отличие от Ту-104, требовавшего взлётно-посадочную полосу длиной не менее 2500 м, а в южных районах с высокими температурами воздуха — 3000 м (аэродромы с ВПП класса «А» или «Б» и 1-класса по взлётной массе), для Ту-124 требовалась полоса длиной в 2000 м (аэродромы с ВПП класса «В» и 2-класса по взлётной массе).
С 1966 года вместо него стали выпускать Ту-134 (первоначальное наименование проекта — Ту-124А) — глубокая переработка Ту-124, на которой, прежде всего, двигатели из корня крыла перенесены в хвостовую часть фюзеляжа, а горизонтальное оперение стало Т-образным.

## Конструкция
Ту-124 — цельнометаллический свободнонесущий низкоплан классической схемы со стреловидным крылом и однокилевым оперением, двумя двухконтурными турбореактивными двигателями, расположенными в корне крыла, и убираемым трёхопорным шасси с носовой стойкой.

## Отличительные особенности
- Первый в мире пассажирский самолёт с турбовентиляторными двухконтурными двигателями (Д-20П). Все предыдущие пассажирские реактивные самолёты (разработанные как в СССР, так и в других странах) оснащались турбореактивными двигателями.
- Самолёт с посадочным щитком под центропланом.

## Модификации
| Ту-124             | Базовый вариант на 44 пассажирских места выпускался с 1960 по 1963 годы. Впоследствии силами «Аэрофлота» число пассажирских мест доведено до 56. |
| Ту-124А            | Прототип Ту-134. |
| Ту-124Б            | Три опытных самолёта с двигателями Д-20П-125, выпущены в 1963 году.                                                                              |
| Ту-124В            | Базовый вариант на 56 мест, выпускался с 1963 по 1965 годы.                                                                                      |
| Ту-124К            | Салонный вариант на 36 пассажиров, для особо важных персон. Использовались войсками Ирака и Китая, а также индийскими ВВС.                       |
| Ту-124К2           | Салонный вариант на 22 пассажира. |
| Ту-124ТС           | Штатная переделка серийных Ту-124 в транспортно-санитарные машины.                                                                               |
| Ту-124Ш1, Ту-124Ш2 | Военные варианты, использовались для обучения воздушной навигации (штурманской подготовки).                                                      |

## Технические характеристики[3].
| Ту-124                                                                                          | Ту-124                                  | Ту-124   |
| ----------------------------------------------------------------------------------------------- | --------------------------------------- | -------- |
| Габариты                                                                                        |                                         |          |
| длина                                                                                           | 31,58 м                                 | 31,58 м  |
| размах крыла                                                                                    | 25,55 м                                 | 25,55 м  |
| площадь крыла                                                                                   | 119,37 м²                               |          |
| высота стояночная                                                                               | 8,082 м                                 | 8,082 м  |
| диаметр фюзеляжа                                                                                | 2,9 м                                   | 2,9 м    |
| ширина пассажирской кабины                                                                      | 2,71 м                                  | 2,71 м   |
| высота пассажирской кабины                                                                      | 1,855 м (1-й салон) и 1,850 (2-й салон) |          |
| Масса                                                                                           |                                         |          |
| нормальная взлётная                                                                             | 38,0 т                                  |          |
| нормальная посадочная                                                                           | 31,0 т                                  |          |
| пустого                                                                                         | 21,1 т                                  |          |
| коммерческая нагрузка нормальная                                                                | 5,0 т                                   |          |
| количество пассажиров макс.                                                                     | 44                                      |          |
| заправочная емкость топливной системы макс. (при плотности топлива 0,8 кг/см³)                  | 10,5 т                                  | 10,5 т   |
| расход топлива                                                                                  | 3150 кг/час                             |          |
| Лётные данные                                                                                   |                                         |          |
| крейсерская скорость на высоте 10000 м                                                          | 730 км/ч                                | 730 км/ч |
| максимально достижимая скорость горизонтального полёта на высоте 8000 м с полётным весом 32,5 т | 970 км/ч                                |          |
| предельно допустимое число М на всех высотах и скоростях                                        | 0,78                                    | 0,78     |
| предельная перегрузка, не более                                                                 | 2,0                                     | 2,0      |
| аэродинамическое качество на крейсерском режиме                                                 | 12,5                                    | 12,5     |
| дальность полёта с максимальной коммерческой нагрузкой 6000 кг                                  | 1200 км                                 |          |
| дальность полёта с нормальной коммерческой нагрузкой 5000 кг                                    | 1500 км                                 |          |
| дальность полёта с коммерческой нагрузкой 3000 кг                                               | 2100 км                                 |          |
| максимальная продолжительность полёта                                                           | 3 часа                                  |          |
| длина разбега с весом 36 т                                                                      | 1030 м                                  | 1030 м   |
| длина пробега с весом 31 т                                                                      | 960 м                                   | 960 м    |
| практический потолок при взлётном весе 36 т                                                     | 11700 м                                 | 11700 м  |
| экипаж, человек                                                                                 | 5                                       | 5        |
| двигатели                                                                                       | 2 × 52,9 кН Д-20П                       |          |

## Эксплуатация
Первый регулярный рейс Ту-124 осуществил 2 октября 1962 года по маршруту Москва — Таллин. Самолёт эксплуатировался в основном в европейской части СССР, также осуществлял международные полёты в Хельсинки, Стокгольм, Варшаву и Белград.
Всего в 1960—68 годах на Харьковском авиазаводе было произведено 165 самолётов типа Ту-124. Помимо советского «Аэрофлота» они поставлялись в страны СЭВ (в ЧССР и ГДР), а также в Ирак, Индию и Китай. В Индии и Китае летали только военные модификации Ту-124. Серийное производство гражданских пассажирских машин было завершено в 1966 году, однако производство военных модификаций для штурманской подготовки продолжалось ещё в течение последующих двух лет.
На судьбу производства Ту-124 решающее влияние оказало указание руководителя СССР Н. С. Хрущёва по переносу двигателей на хвостовую часть самолёта, как у увиденной им французской «Каравеллы». В результате, развернувшееся было крупносерийное производство самолёта было прекращено в пользу Ту-134. Построенные машины много и интенсивно летали в Аэрофлоте и зарубежных авиакомпаниях, а также в интересах силовых ведомств разных стран.
Однако, качество построенных Ту-124 оставляло желать лучшего. Уже, почти сразу, после начала их эксплуатации, на заводы-изготовители и в КБ Туполева, начали приходить жалобы и рекламации. Первые, наиболее частые проблемы возникали с шасси, вследствие их аварийного неубирания, или даже разрушения. Причиной этому стали дефекты материалов при производстве стоек. Уже к началу 1970-х годов начались всё более частые нарекания на двигатели Д-20, некоторые из которых разрушались, вследствие чего в 1973 году произошли сразу две авиационные катастрофы с самолётами этого типа.
Решение XXV съезда КПСС о дальнейшем обновлении парка пассажирских самолётов в СССР повлияло на пассажирскую эксплуатацию Ту-124. Массовый вывод из состава Аэрофлота самолётов этого типа начался во второй половине 1970-х годов. В частности, с 1978 года многие авиаремонтные заводы МГА СССР прекратили обслуживание самолётов данного типа. Значительное влияние на дальнейшую судьбу самолёта оказала катастрофа казанского Ту-124 под Кирсановом, произошедшая 28 августа 1979 года и унёсшая жизни 63 человек. Казанский авиационный отряд к сентябрю 1979 года был одним из последних в «Аэрофлоте» эксплуатантом остававшихся в строю Ту-124, (на тот момент всего 9 единиц), в связи с тем, что старый казанский аэропорт не был в состоянии принимать воздушные суда более высокого класса чем Ил-18 или Ту-124 по причине короткой взлётно-посадочной полосы − 1800 метров. Строительство же нового аэропорта в Казани велось до сентября 1979 года.
15 сентября 1979 года казанские Ту-124 совершили свои последние рейсы, таким образом завершив историю пассажирской эксплуатации самолётов данного типа. Списание последних 15 машин «Аэрофлота» началось с 1980 года и продолжалось в течение года: четыре машины 17 апреля 1980 года, одна машина 19 июня 1980 года, девять машин 18 июля 1980 года и одна машина 11 ноября 1980 года. Некоторые из них устанавливались в качестве самолётов-памятников в городах Гродно, Кимры, Иркутске, Минеральные Воды, Нальчике, Орске. В дальнейшем, (до начала 1980-х годов), отдельные экземпляры Ту-124 эксплуатировались предприятиями МАП. В ВВС СССР эксплуатация штурманских модификаций Ту-124 завершилась к 1983 году. В ВВС Ирака самолёты этого типа использовались до 1991 года.

## Современное состояние
Летающих экземпляров Ту-124 не сохранилось. Этот самолёт можно встретить в качестве экспоната в Центральном музее ВВС в Монино, в Ульяновском музее истории гражданской авиации и в музее Луганского авиационно-ремонтного завода. В музее Харьковского государственного авиапроизводственного предприятия сохранился Ту-124В борт СССР-45092. Два Ту-124В хранятся в Китайском музее авиации. Два Ту-124К находятся в Индии: в Индийском музее ВВС в Дели и в городе Лакнау. Несколько самолётов хранятся на аэродромах в городах России.
В Кимрах, на родине А. Н. Туполева, Ту-124К2 в 1984 году установили на постамент на набережной Волги. Самолёт был подарен городу ОКБ им. Туполева, добирался в Тверскую область своим ходом и приземлился на аэродроме «Борки». Со временем внутренности этого самолёта изъяли местные жители. В 1990-е алюминиевую плитку, на которой он стоял изначально, украли добытчики металла, вандалы разбили иллюминаторы, самолёт даже горел изнутри. В 2018 году, к юбилею Туполева-старшего самолёт был капитально отремонтирован специалистами общественного объединения "Правила взлета" при содействии 360 Рязанского авиаремонтного завода, перемещен с Коммунистической набережной, где находился, с помощью тягача на 1.8 км и торжественно установлен на видном месте в створе Кимрского моста.
В Казани кабина Ту-124 используется как учебное пособие в одном из зданий бывшего КАИ, ныне КГТУ имени Туполева.

## Аварии и катастрофы
По данным сайта Aviation Safety Network по состоянию на 15 марта 2019 года в общей сложности в результате катастроф и серьёзных аварий были потеряны 17 самолётов Ту-124. Всего в этих происшествиях погибли 308 человек.
| Дата       | Бортовой номер | Место происшествия                     | Жертвы  | Краткое описание |
| ---------- | -------------- | -------------------------------------- | ------- | --- |
| 21.08.1963 | 45021          | Нева, г. Ленинград                     | 0/52    | Из-за проблем с шасси самолёт совершил аварийную посадку на реку                                                                                     |
| 08.03.1965 | 45028          | Куйбышев                               | 30/39   | При взлёте произошёл отказ авиагоризонтов. Из-за ошибочных действий стажёра самолёт упал в поле                                                      |
| 10.11.1965 | 45086          | Кольский район                         | 32/64   | При заходе на посадку снизился ниже глиссады и упал на лёд озера Килпъявр                                                                            |
| 27.07.1966 | 45038          | Запорожская область                    | 1/90    | Подхвачен восходящим воздушным потоком. Один пассажир скончался от сердечного приступа. Впоследствии самолёт восстановлен и разбился в 1979 году     |
| 07.03.1968 | 45019          | Волгоградская область                  | 1/49    | В момент взлёта были случайно выпущены интерцепторы                                                                                                  |
| 29.01.1970 | 45083          | Кольский район                         | 11/38   | Врезался в сопку при заходе на посадку. Несколько человек умерли от переохлаждения, дожидаясь помощи                                                 |
| 18.08.1970 | OK-TEB         | Цюрих                                  | 0/20    | При посадке забыли выпустить шасси |
| 02.09.1970 | 45012          | близ Днепропетровска                   | 37/37   | Упал с эшелона по неизвестной причине |
| 12.1970    | 45057          | Стригино                               | 0/н. д. | Пожар из-за замыкания проводки. Самолёт повреждён и затем списан                                                                                     |
| 09.07.1973 | 45062          | Куйбышевская область, близ села Шигоны | 2/61    | Разрушение правого двигателя, осколками которого убило двух пассажиров. Самолёт впоследствии был восстановлен                                        |
| 20.10.1973 | 45031          | Казань                                 | 0/н. д. | При посадке выкатился за пределы ВПП |
| 16.12.1973 | 45061          | Волоколамский район                    | 51/51   | Триммер руля высоты самопроизвольно перешёл в положение пикирования. Самолёт потерял управление и разбился                                           |
| 23.12.1973 | 45044          | Львовская область                      | 17/17   | В полёте возник пожар левого двигателя, приведший к повреждению тяг управления                                                                       |
| 03.01.1976 | 45037          | Наро-Фоминский район                   | 1+61/61 | Отказ авиагоризонтов в низкой облачности вскоре после взлёта. Экипаж потерял ориентацию, самолёт вошёл в штопор и упал на деревню Санино             |
| 05.11.1977 | V643           | у Джорхата                             | 5/10    | Борт ВВС Индии. При посадке задел деревья и рухнул в рисовом поле. Находившийся на борту 81-летний премьер-министр Индии Морарджи Десаи не пострадал |
| 29.08.1979 | 45038          | Кирсановский район                     | 63/63   | На эшелоне по неизвестной причине выпустились закрылки. Самолёт вошёл в штопор и развалился в воздухе от перегрузок                                  |
| 02.1991    | YI-AEL         | Багдад                                 | н. д.   | Уничтожен на стоянке аэропорта в ходе Войны в Заливе                                                                                                 |

## Галерея

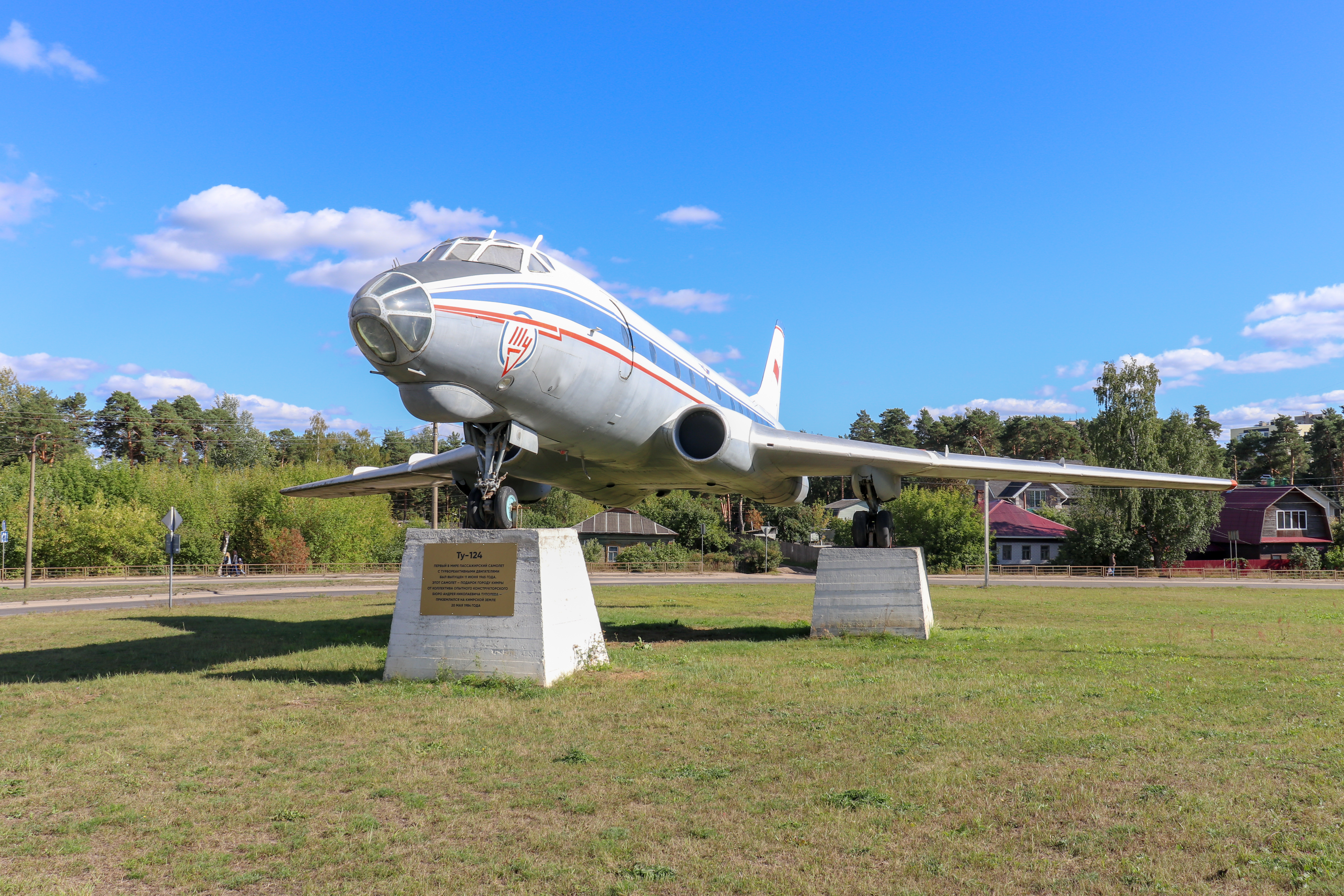
Авиапамятник Ту-124К2 в городе Кимры
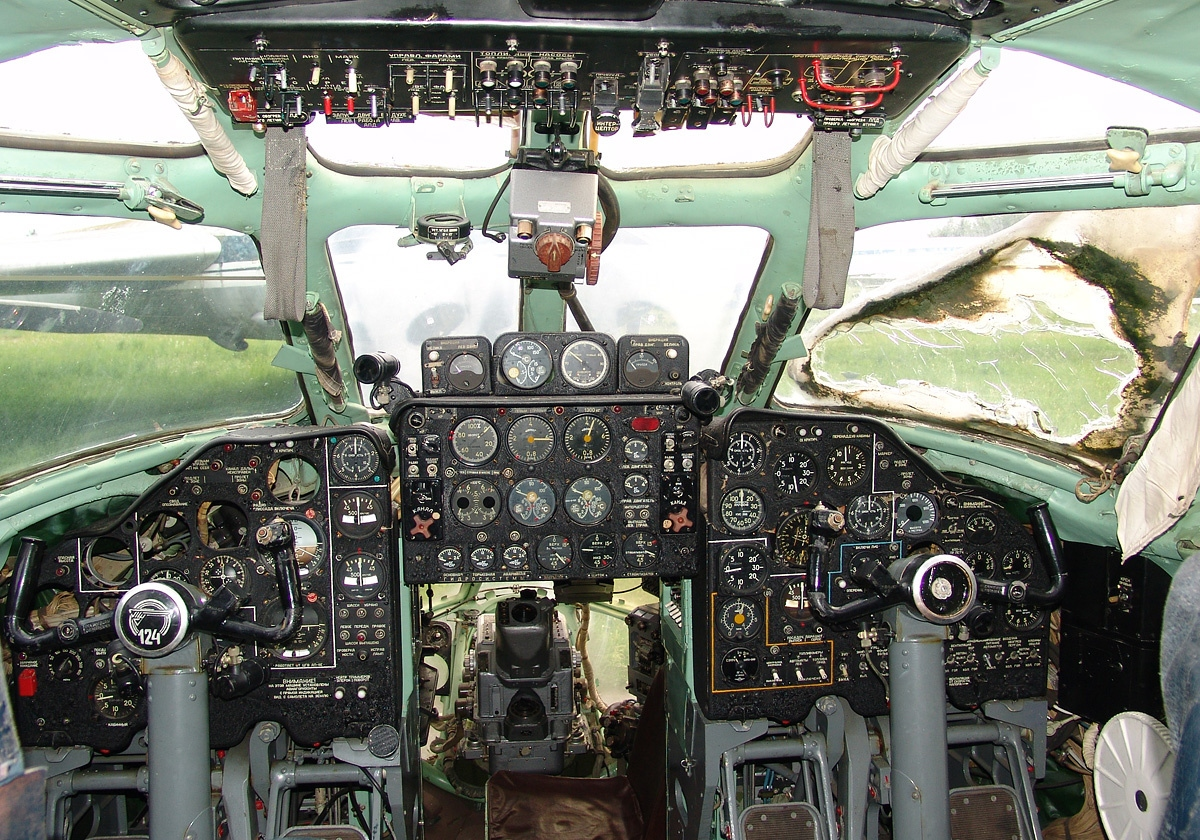
Кабина Ту-124Ш, внизу кабина штурмана
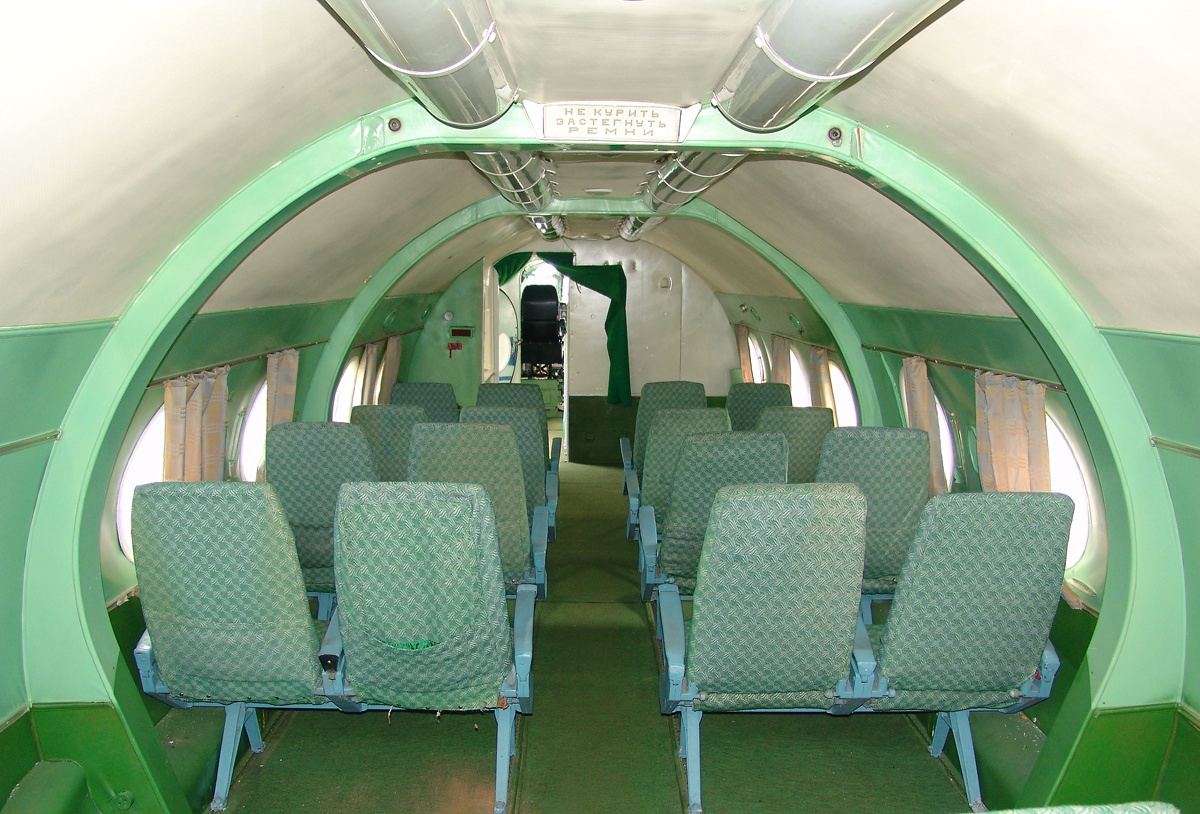
Пассажирский салон Ту-124Ш
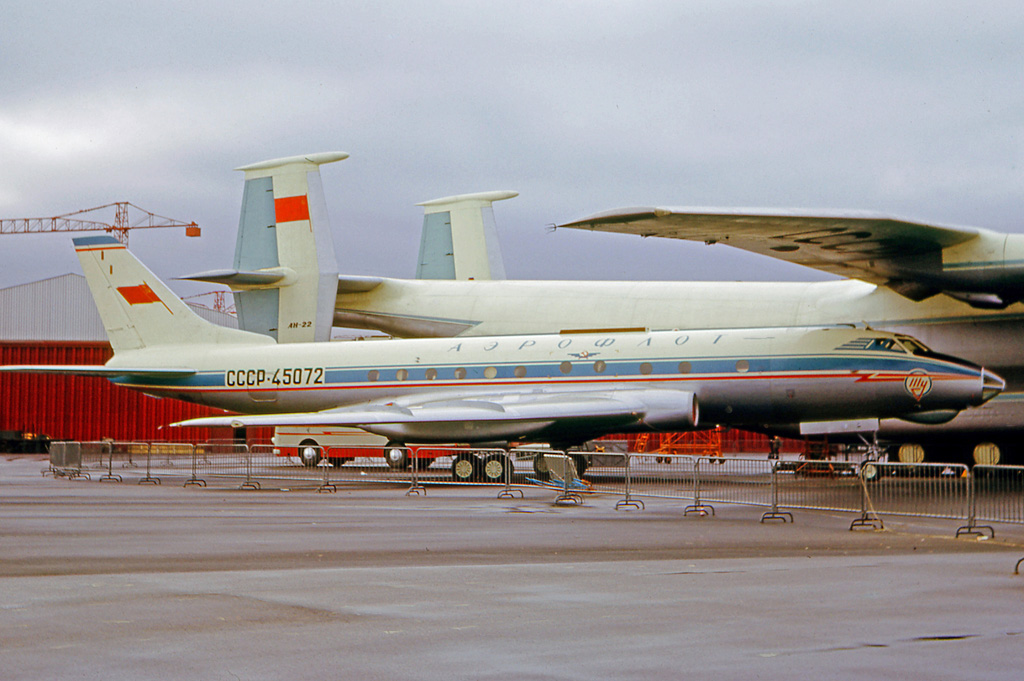
Ту-124В на авиасалоне в Ле-Бурже в 1965 году на фоне военно-транспортного самолёта Ан-22 «Антей»
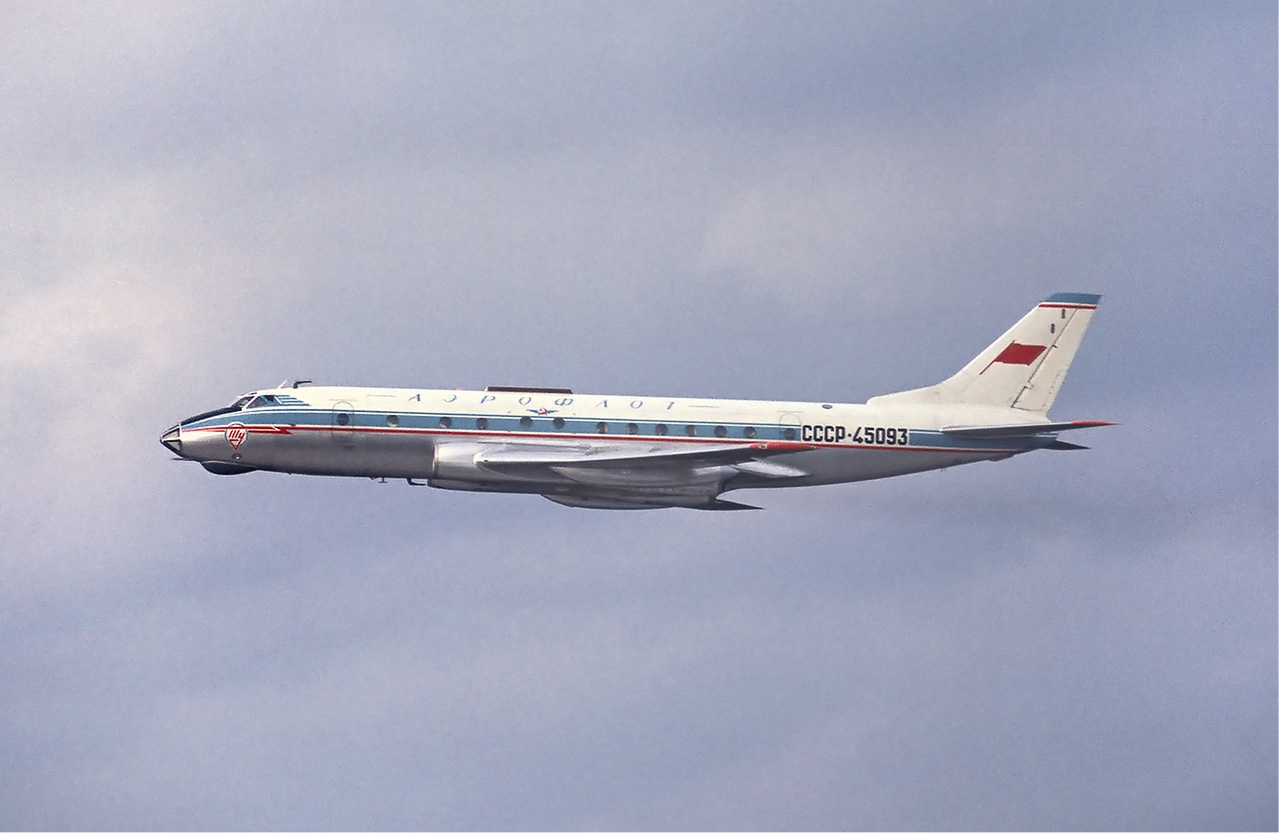
Ту-124В в своей первоначальной ливрее
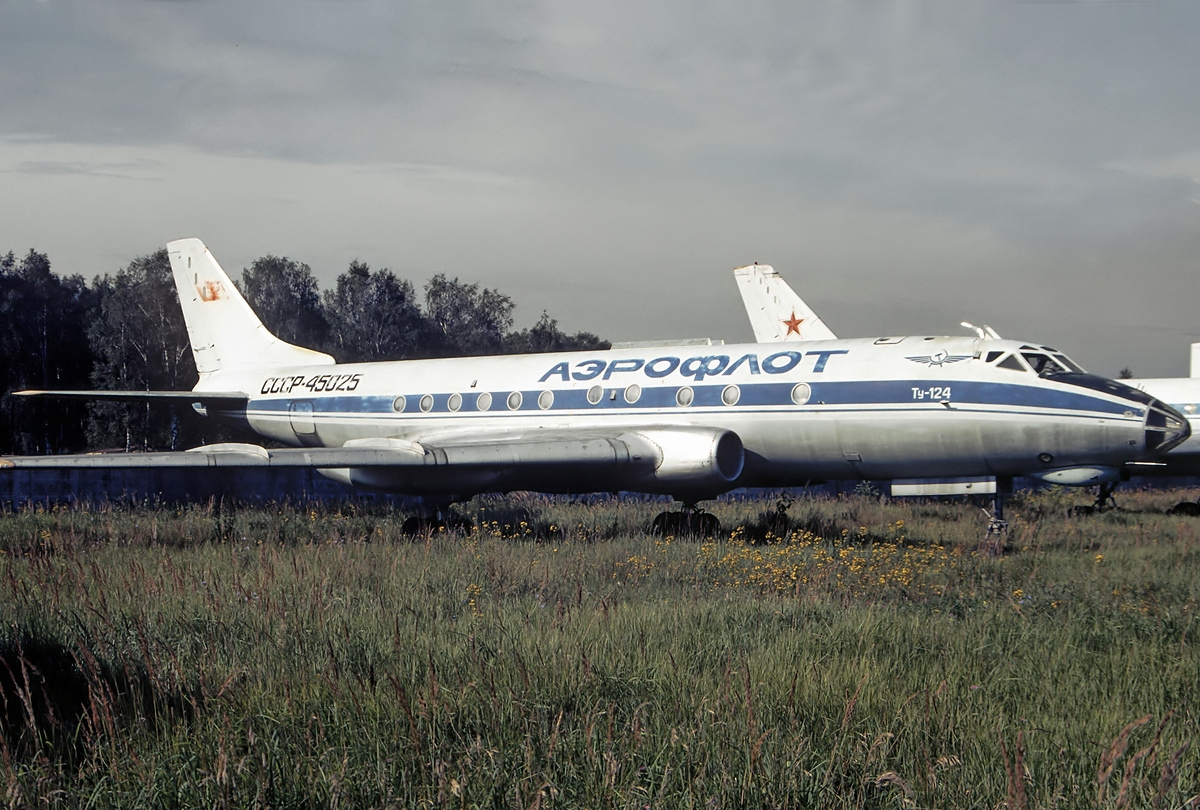
Ту-124В в ливрее Аэрофлота, принятой в 1973 году

## В культуре
- Художественный фильм «Я, следователь…», «Грузия-фильм», 1971 г.
- Художественный фильм «Инспектор уголовного розыска», «Киностудия им. А. Довженко», 1971 г.
- Художественный фильм «Девять дней одного года», «Мосфильм», 1962 г.